# Bogdanovka (Saràtov)
|  | Per a altres significats, vegeu «Bogdanovka (Rússia)». |

Bogdanovka - Богдановка (rus) - és un poble de l'óblast de Saràtov, a Rússia, segons el cens del 2021 tenia vuit habitants. Pertany al districte municipal d'Atkarsk.